# Чорнозерка
Чорнозе́рка (рос. Чёрнозёрка) — село у складі Переволоцького району Оренбурзької області, Росія.

## Населення
Населення — 86 осіб (2010; 106 у 2002).
Національний склад (станом на 2002 рік):
- росіяни — 71 %